# تاشیر
تاشیر (به ارمنی: Տաշիր) یک شهر در ارمنستان است که در استان لوری واقع شده‌است. در کیلومتری شمال وانادزور، مرکز استان لوری واقع شده است. تاشیر در ۴۲ کیلومتری وانادزور، مرکز استان و در ۱۵۴ کیلومتری شمال ایروان، پایتخت ارمنستان واقع شده است. بر اساس سرشماری ۲۰۱۱ ارمنستان، این شهر ۷٬۷۷۳ نفر
جمعیت دارد و در ارتفاع متر بالاتر از سطح دریا قرار گرفته است.

## ریشه‌شناسی
در سال ۱۸۴۴ که این شهر بنیاد شد نام «ورونتسوفکا» را بر آن نهادند. در سال ۱۹۳۵ نام آن به آن «کالینینو» و از ۱۹۹۱ به «تاشیر» تغییر کرد.

## تاریخچه
با استقلال ارمنستان، این شهر نیز در ۳ آوریل ۱۹۹۱ میلادی به تاشیر تغییر نام یافت.

## جغرافیا و آب و هوا
تاشیر ۵٫۶ کیلومتر مربع مساحت دارد. این شهر در ساحل رود تاشیر و در ۱٬۵۰۰ متری بالاتر از سطح دریا واقع شده‌است. در کیلومتری شمال وانادزور، مرکز استان لوری واقع شده است.

## جمعیت‌شناسی
جدول زمانی جمعیت تاشیر از سال ۱۸۸۶ میلادی در زیر آورده است.
| سال   | ۱۸۸۶  | ۱۸۹۷  | ۱۹۲۶  | ۱۹۳۹  | ۱۹۵۹  | ۲۰۰۱  | ۲۰۱۱  |
| جمعیت | ۲٬۲۸۴ | ۳٬۰۷۶ | ۴٬۰۴۲ | ۴٬۲۴۵ | ۴٬۷۶۶ | ۷٬۸۵۶ | ۷٬۷۷۳ |

## فرهنگ
تاشیر خانه فرهنگ، کتابخانه عمومی و مدرسه موسیقی دارد.

## ترابری
تاشیر در بزرگراه M-3 که ایروان را به تفلیس متصل می‌کند قرار گرفته است. این شهر همچنین از طریق جاده H-31 شرق و غرب ارمنستان را به وصل می‌کند.

## اقتصاد
کارخانه، پنیر تاشیر در زمان شوروی ۳۳ درصد پنیر سوئیسی اتحاد جماهیر شوروی را تولید می‌کرد.

## آموزش و پرورش
تاشیر ۳ مدرسه دولتی و بعلاوه تعدادی کودکستان دارد. در سال ۲۰۱۵ میلادی تعداد دانش آموزان این شهر به ۱۱۸۶ نفر بالغ می‌شود.

## ورزش
در سال ۲۰۱۵ میلادی تعداد کودکانی که در مدارس ورزشی شرکت می‌کند حدود ۱۲۰ نفر می‌باشد

## نگارخانه

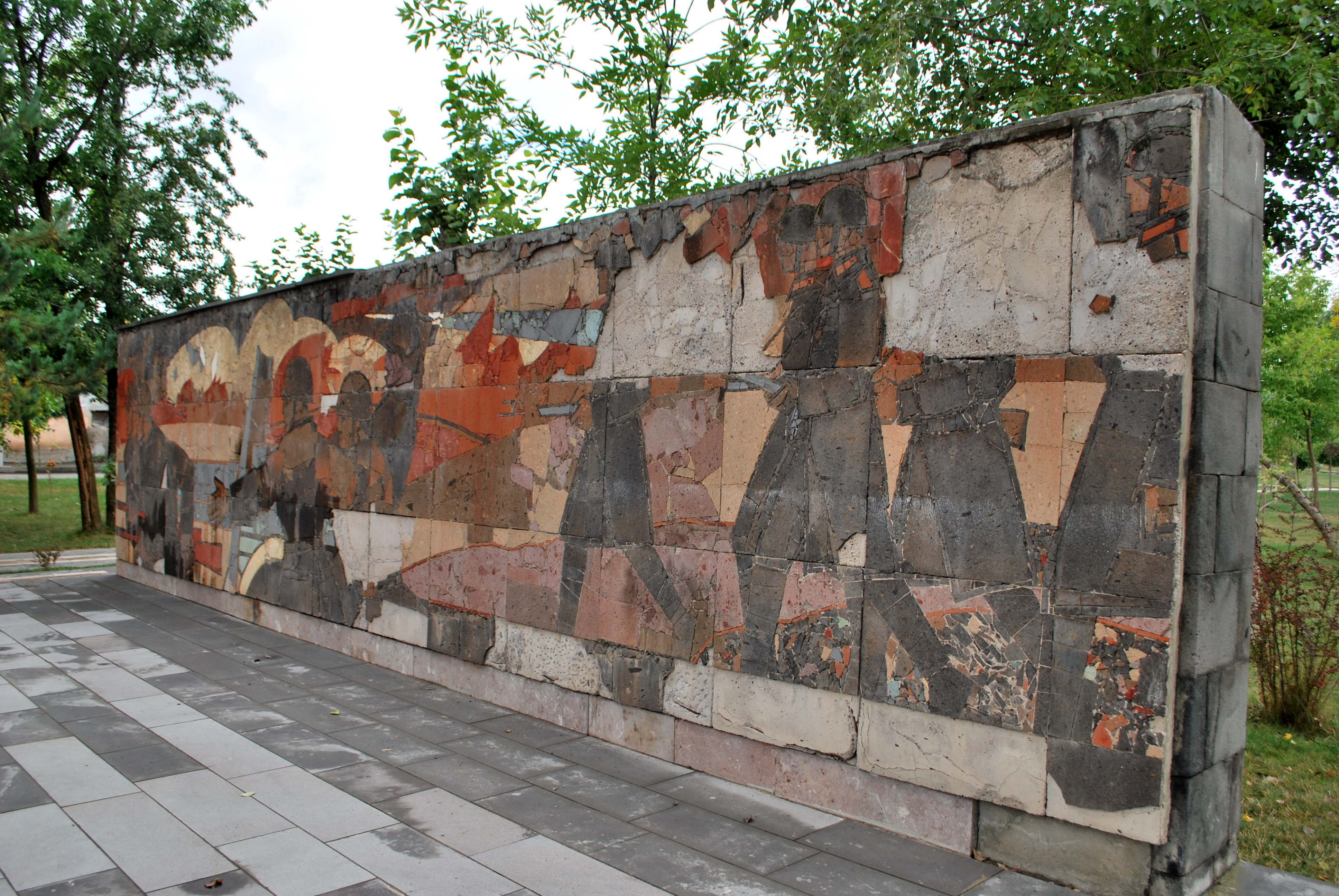
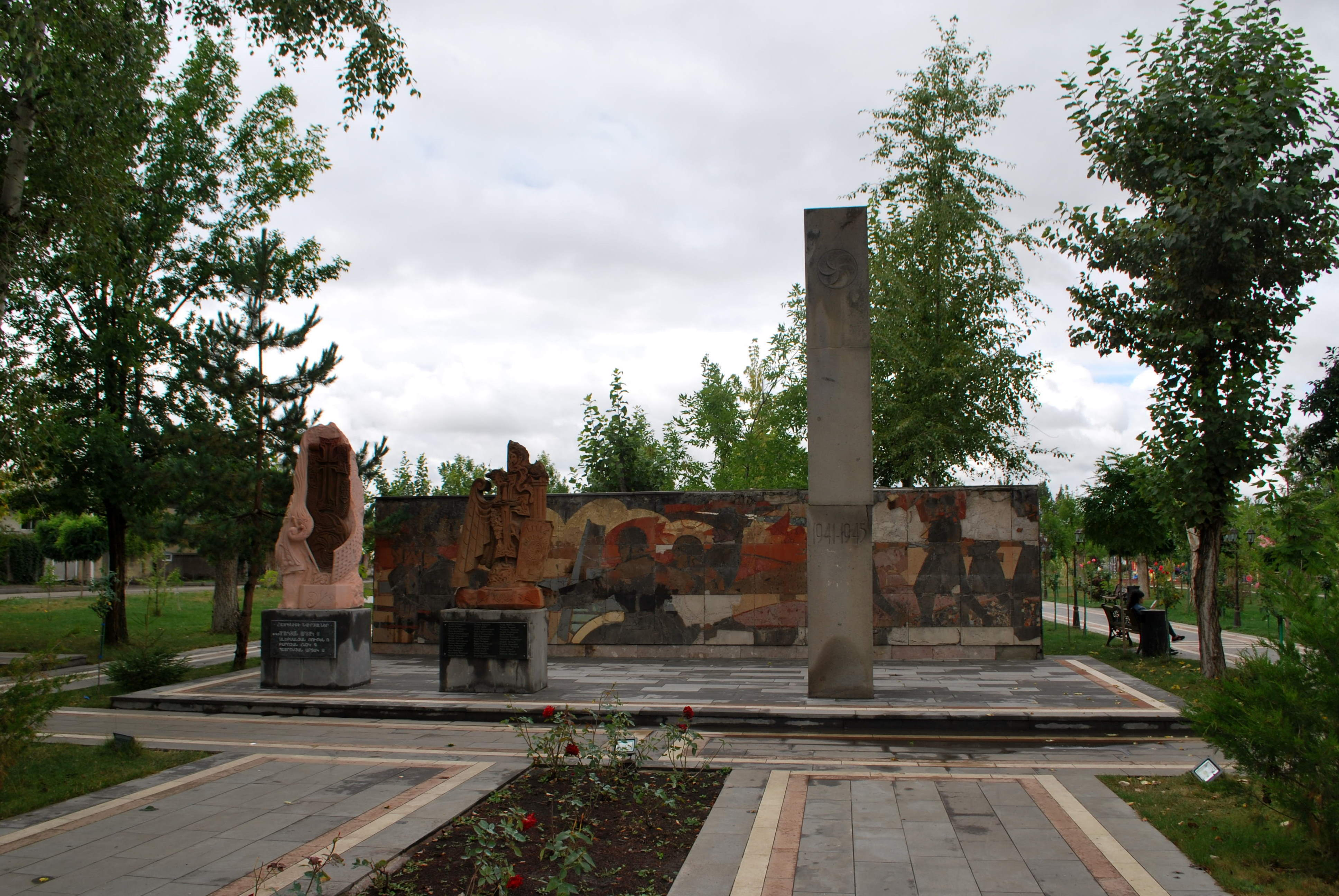
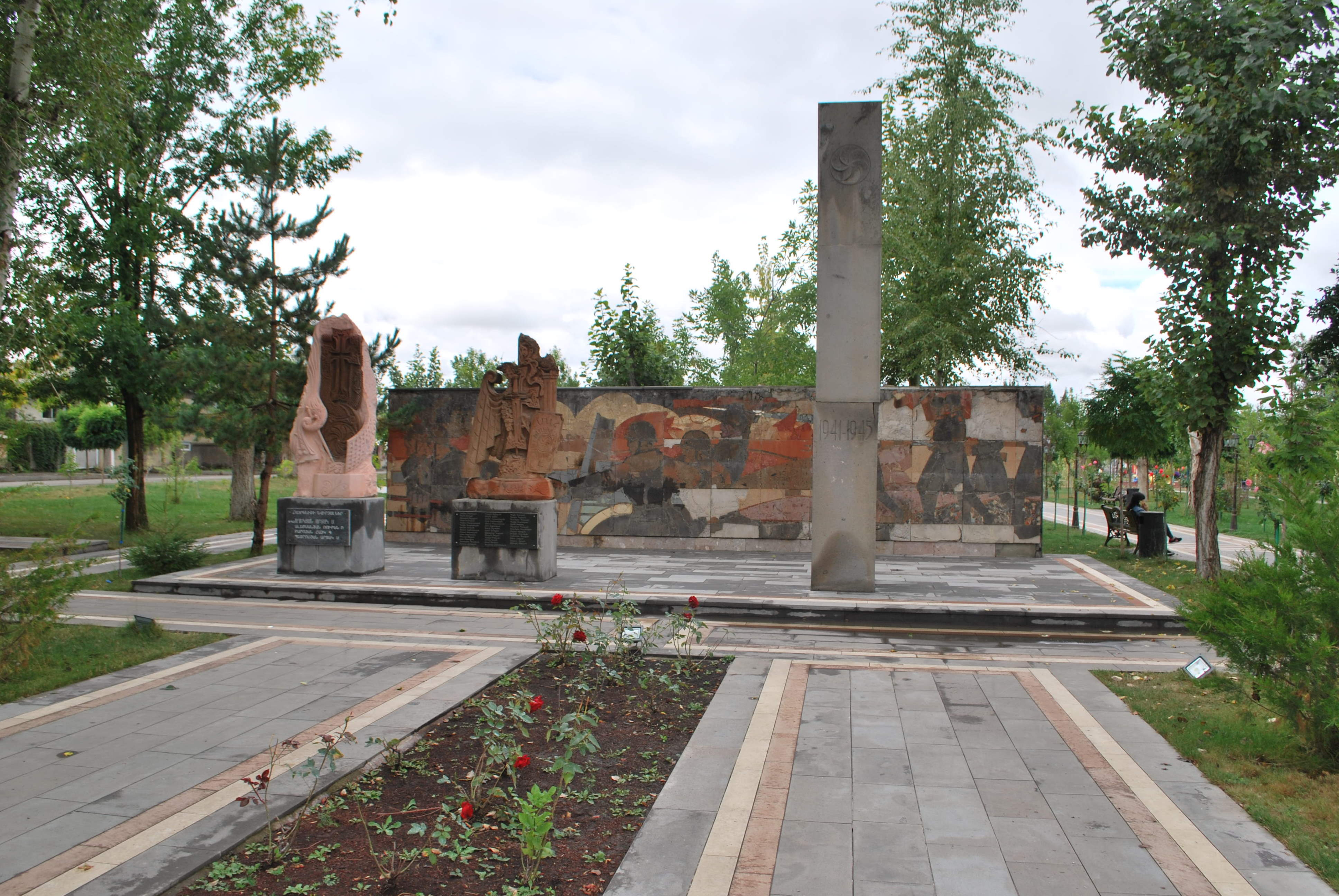
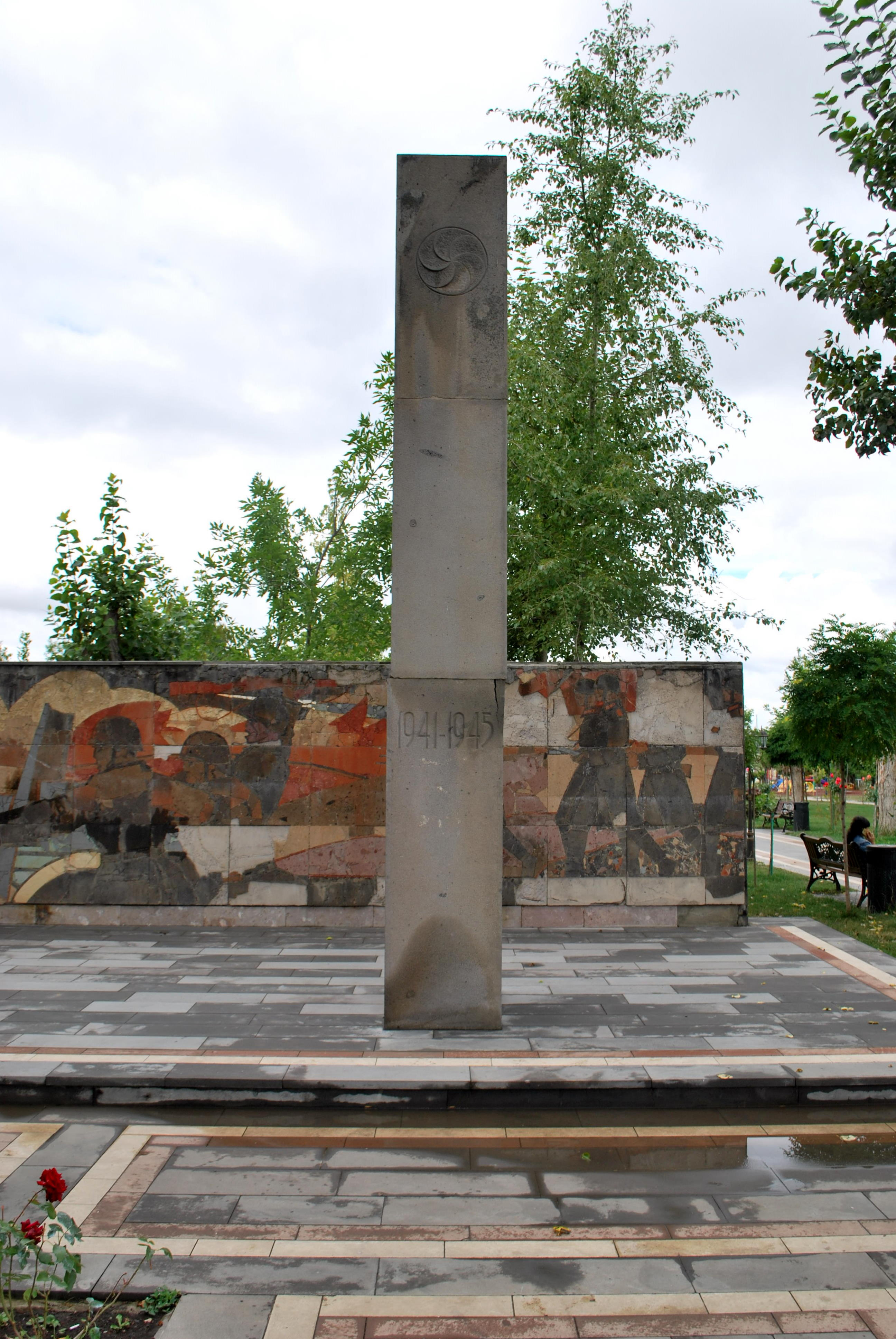
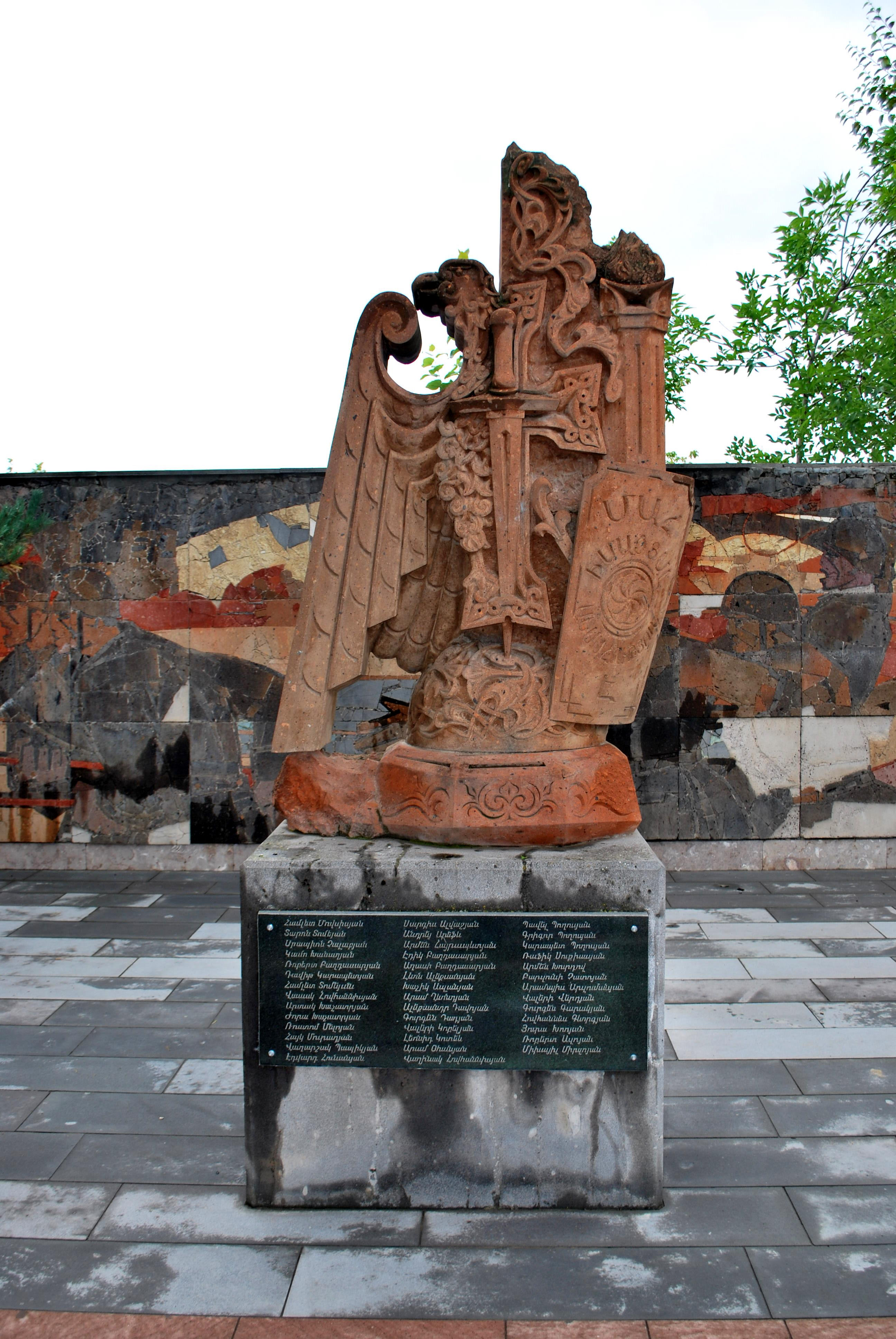
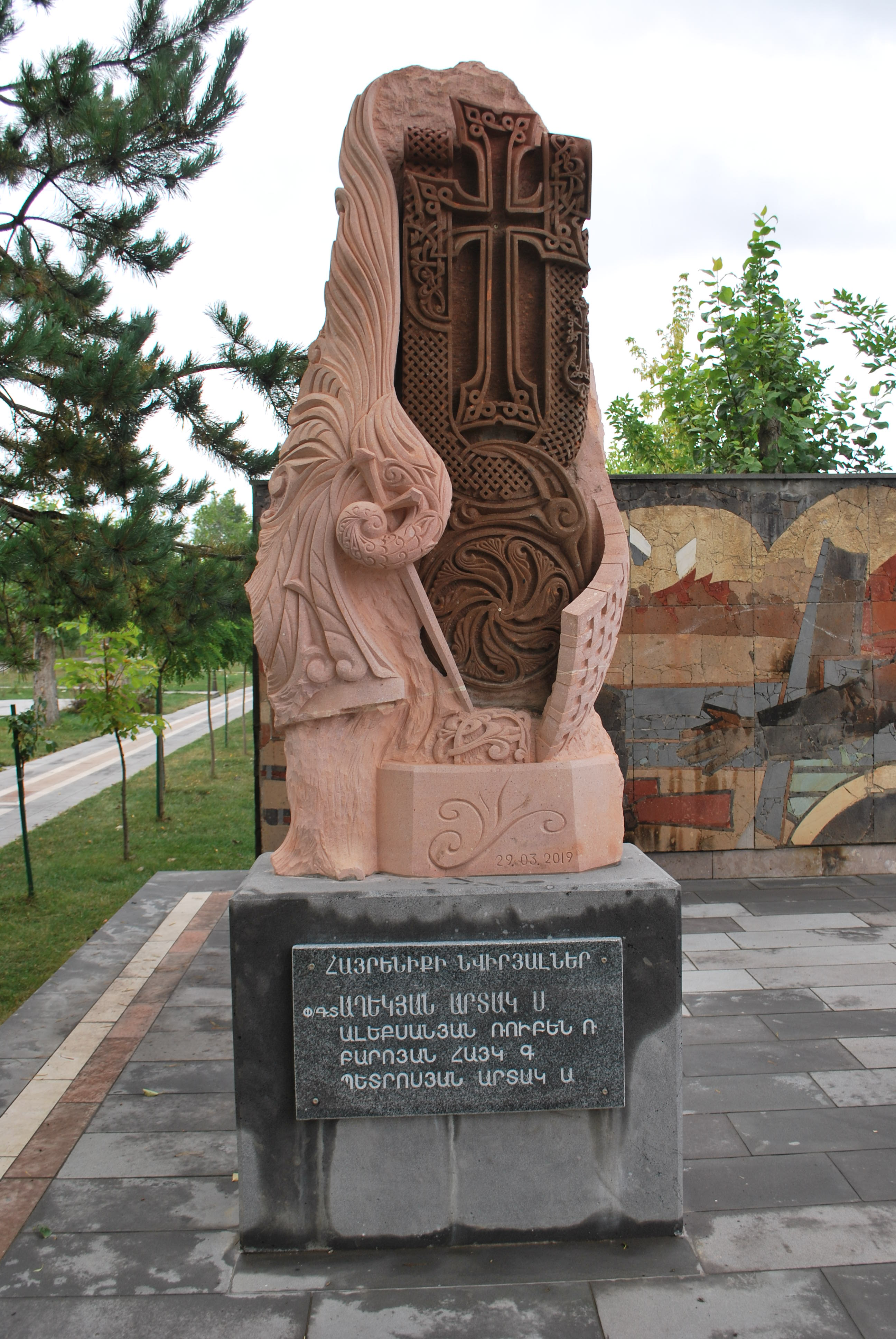
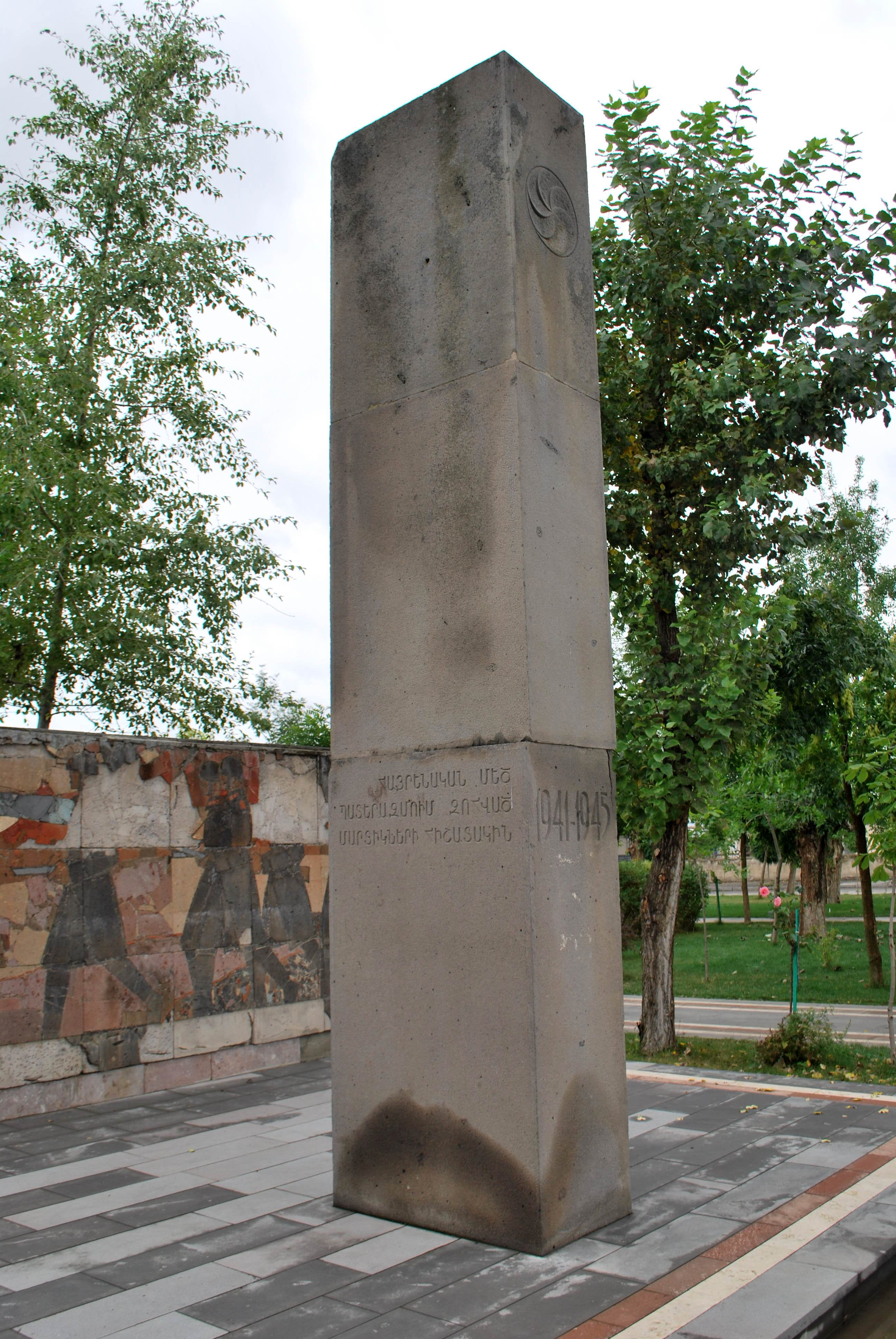
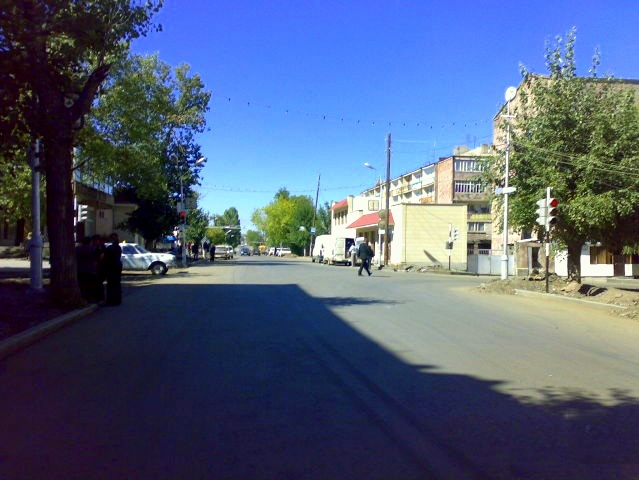
مرکز تاشیر
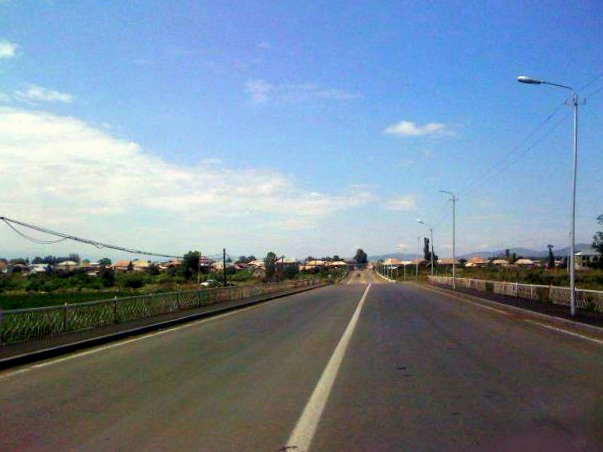